# Invasion slovaque de la Pologne

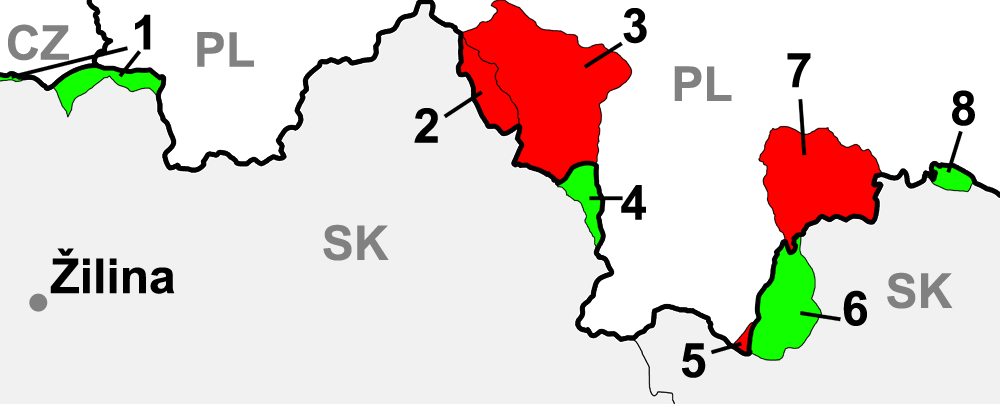
Frontière contesté avec la Pologne. Les zones en rouge furent données à la Pologne en 1920, les zones vertes à la Tchécoslovaquie.

Campagne de Pologne
L'invasion slovaque de la Pologne se produisit pendant l'invasion de la Pologne par l'Allemagne en septembre 1939. La République slovaque récemment créée se joignit à l'attaque et l'armée de terre slovaque Bernolák apporta plus de 50 000 soldats répartis en trois divisions. Comme le corps principal des forces polonaises était engagé contre les armées allemandes plus au nord de la frontière sud, l'invasion slovaque ne rencontra qu'une faible résistance et subit des pertes minimes.

## Contexte
Le  14 mars 1939, l'État slovaque devint un État client de l'Allemagne dans la région de la Slovaquie. Avant cela, le  2 novembre 1938, une partie de la Slovaquie abritant une importante population hongroise (la Slovaquie ayant fait partie du Royaume de Hongrie depuis des siècles) fut prise par l'armée royale hongroise à la suite du premier arbitrage de Vienne. De petites parties de ces zones litigieuses avec des habitants polonais et slovaques mélangés appartenaient à l'Allemagne et à la Pologne.
Le prétexte politique officiel de la participation slovaque à la campagne de Pologne était un désaccord sur une petite zone contestée à la frontière entre la Pologne et la Slovaquie. La Pologne s'était approprié cette région le  1er décembre 1938, à la suite des accords de Munich de  septembre 1938. En outre, certains politiciens polonais soutenaient la Hongrie dans ses efforts pour inclure dans leurs pays des parties habitées principalement par des Hongrois.
Lors de discussions secrètes avec les Allemands les 20 et  21 juillet 1939, le gouvernement slovaque accepta de participer à l'attaque planifiée de l'Allemagne contre la Pologne. Les Slovaques acceptèrent également d'autoriser l'Allemagne à utiliser son territoire comme zone de rassemblement pour ses troupes. Le  26 août, la République slovaque mobilisa ses forces armées et créa une nouvelle armée, baptisée « Bernolák », qui comptait 51 306 soldats. De plus, 160 000 réservistes furent rappelés, dont 115 000 entrèrent en service jusqu'au  20 septembre 1939.

## Ordre de bataille
Le groupe d'armée de Bernolák était dirigé par le ministre slovaque de la Défense, Ferdinand Čatloš, et son siège était initialement à Spišská Nová Ves, bien qu'après le 8 septembre, il fut déplacé à Solivar près de Prešov. Il était composé de :
- la 1re division d'infanterie "Jánošík" dirigée par Anton Pulanich dans le secteur Spišská Nová Ves - Prešov ;
- la 2e division d'infanterie "Škultéty" dirigée par Alexander Čunderlík dans le secteur Brezno - Poprad ;
- la 3e division d'infanterie "Rázus" dirigée par Augustín Malár dans le secteur est des Hautes Tatras ;
- une unité motorisée "Kalinčiak" fut créée le 5 septembre mais la campagne s'est terminée avant son arrivée sur le front.

Le groupe d’armées faisait partie du groupe d'armées allemand Sud et était subordonné à la 14e armée dirigée par Wilhelm List, contribuant au total avec cinq divisions d'infanterie, trois divisions de montagne, deux divisions blindées et une division aérienne. La tâche de Bernolák était d'empêcher une incursion polonaise en Slovaquie et de soutenir les troupes allemandes.
Leur opposition était l'Armée polonaise Karpaty (Armée des Carpates), composée principalement d'unités d'infanterie avec un peu d'appui d'artillerie légère. Elle ne disposait pas de chars.

## Campagne
L'attaque commença le 1er septembre 1939 à 5 heures du matin. La 1re division occupa le village de Javorina et la ville de Zakopane, puis continua vers Nowy Targ, protégeant le flanc gauche de la 2e division de montagne allemande.:50 Du 4 au 5 septembre, elle combattit les unités régulières de l'armée polonaise. Le  7 septembre, la division stoppa son avance, 30 km à l'intérieur du territoire polonais. Plus tard, la division fut retirée, un bataillon restant jusqu'au  29 septembre pour occuper Zakopane, Jurgów et Javorina.
La 2e division fut gardée en réserve et participa uniquement aux opérations de nettoyage. En cela, elle fut soutenue par le groupe Kalinčiak. La 3e division devait protéger 170 km de la frontière slovaque entre Stará Ľubovňa et la frontière avec la Hongrie. Elle connut des escarmouches mineures, et après plusieurs jours se déplaça en territoire polonais, terminant son avance le  11 septembre.
Deux ou trois escadrilles aériennes slovaques (nommées Ľalia, Lys en français) furent utilisées pour la reconnaissance, le bombardement et le soutien rapproché aux combattants allemands. Deux avions furent perdus (un à cause d’un tir antiaérien, un en raison d'un accident) et un avion polonais fut abattu. Les pertes totales slovaques pendant la campagne furent de 37 morts, 114 blessés et 11 disparus.

## Conséquences
Le retrait des toutes les unités slovaques s’acheva à la fin de septembre 1939. Le 5 octobre, un défilé militaire victorieux a eu lieu à Poprad. Les unités mobilisées furent progressivement démobilisées et le groupe d'armée Bernolák fut dissous le 7 octobre.
L'armée slovaque captura environ 1 350 prisonniers civils en Pologne. En février 1940, environ 1 200 d'entre eux furent remis aux Allemands, et une partie du reste aux Soviétiques. Le reliquat fut gardé dans un camp de prisonniers slovaque à Lešť.
Tout le territoire contesté, qu'il s'agisse d'une partie de la Pologne de 1920 ou de 1938, fut donné à la Slovaquie (cela fut confirmé par une résolution parlementaire slovaque du 22 décembre 1939). Cet arrangement dura jusqu'au 20 mai 1945, date à laquelle la frontière fut ramenée à sa position de 1920.

## Galerie

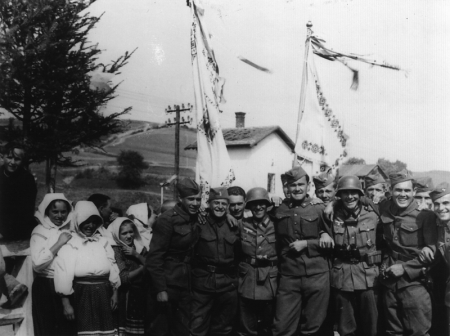
Soldats allemands et slovaques joyeux posant avec des civils ukrainiens à Komańcza, en Pologne, en 1939
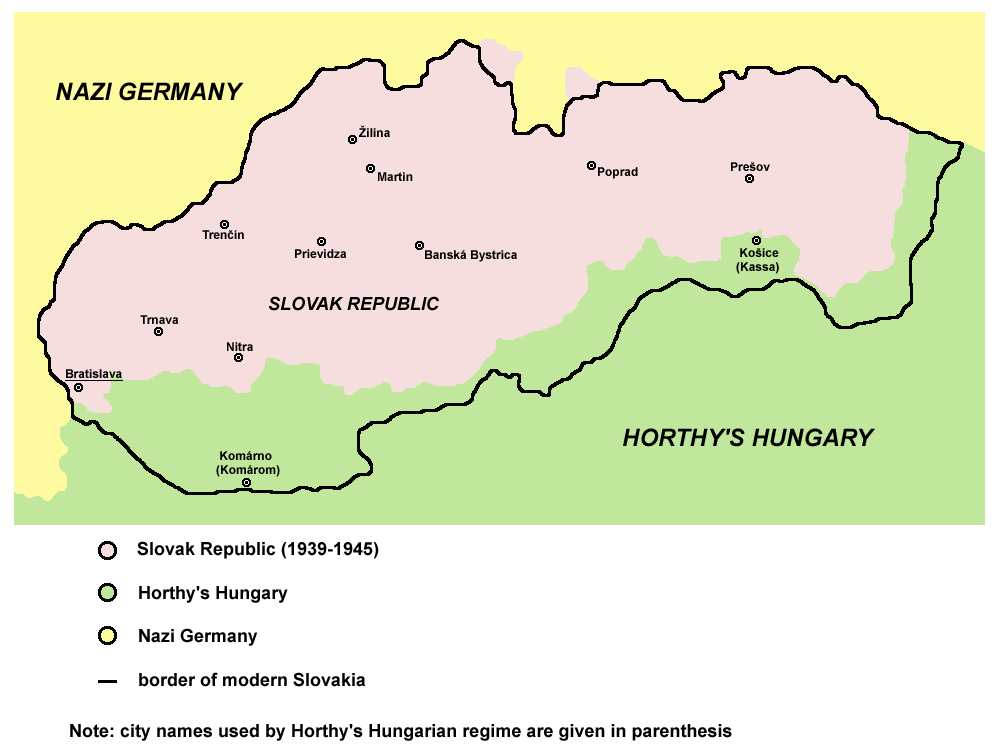
État slovaque après la campagne

## Pour approfondir
- Charles K. Kliment and Břetislav Nakládal: Germany's First Ally, Schiffer Publishing, 1998,  (ISBN 0-7643-0589-1). The book covers the Slovak Armed Forces in World War II. 2003 Czech edition,  (ISBN 80-206-0596-7).
- Igor Baka: Slovensko vo vojne proti Poľsku v roku 1939 (Slovakia during the war against Poland in 1939), Vojenská história, 2005, No 3, pg 26 – 46.
- Igor Baka: Slovenská republika a nacistická agresia proti Poľsku (Slovak Republic and the Nazi Aggression Against Poland), Vojenský historický ústav, 2006,  (ISBN 978-80-89523-03-0), online.